# Дивізіон Шахдол
Дивізіон Шахдол  є адміністративню одиницею штату Мадх'я Прадеш.
Дивізіон був утворений 14 червня 2008. Він поділявся на такі округи: Ануппур,  Шахдол, Умаріа, Діндорі. До утворення нового дивізіону перші три округи були частиною дивізіону Рева, а округ Діндорі частиною дивізіону Джабалпур .
23°17′ пн. ш. 81°21′ сх. д. / 23.28° пн. ш. 81.35° сх. д.

## Округи
| Округ   | Адмінцентр | Площа км² | Населення (Перепис: 2001) | Густота чол/км² |
| ------- | ---------- | --------- | ------------------------- | --------------- |
| Ануппур | Ануппур    | 3.701     | 667.155                   | 180             |
| Діндорі | Діндорі    | 7.427     | 579.312                   | 78              |
| Шахдол  | Шахдол     | 5.671     | 908.148                   | 160             |
| Умаріа  | Умаріа     | 4.062     | 515.851                   | 127             |
| Загалом | .          | 20.861    | 2.670.466                 | 128             |

| Індія | Це незавершена стаття з географії Індії. Ви можете допомогти проєкту, виправивши або дописавши її. |